# German (Nueva York)
German es un pueblo ubicado en el condado de Chenango en el estado estadounidense de Nueva York. En el año 2000 tenía una población de 378 habitantes y una densidad poblacional de 5.1 personas por km².

## Geografía
German se encuentra ubicado en las coordenadas 42°29′20″N 75°49′39″O / 42.48889, -75.82750.

## Demografía
Según la Oficina del Censo en 2000 los ingresos medios por hogar en la localidad eran de $35,288, y los ingresos medios por familia eran $36,563. Los hombres tenían unos ingresos medios de $30,000 frente a los $17,361 para las mujeres. La renta per cápita para la localidad era de $11,557. Alrededor del 21.2% de la población estaban por debajo del umbral de pobreza.